# Ptílids
Els ptlílids (Ptiliidae) són una família de diminuts coleòpters polífags de la superfamília dels estafilinoïdeus, amb 80 gèneres i 650 espècies.
Son de mida molt petita; la seva longitud oscil·la entre 0,5 i 1,5 mm. Es caracteritzen per posseir les ales molt estretes i envoltades de pèls o fleques. S'alimenten d'espores de fongs i per això es localitzen en la fusta podrida, matèria vegetal en descomposició, fem, formiguers, nius d'ocells, etc.

## Taxonomia
Els ptlílids contenen les següents subfamílies:
- Subfamília Ptiliinae Erichson, 1845
- Subfamília Cephaloplectinae Sharp, 1883
- Subfamília Acrotrichinae Reitter, 1909 (1856)